# Bernhard Lösener

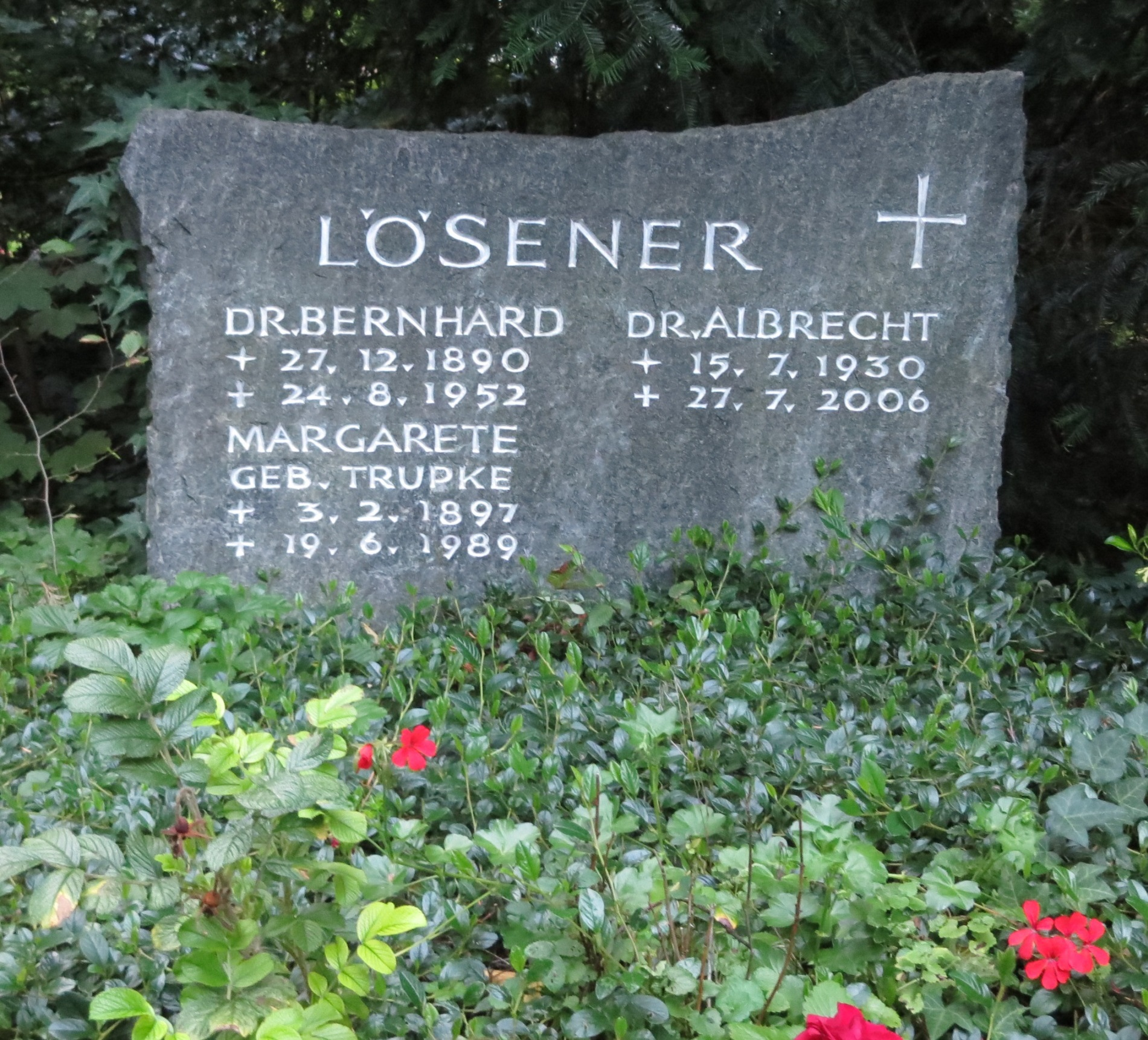
Tomba di Bernhard Lösener a Colonia

Bernhard Lösener (Eisenhüttenstadt, 27 dicembre 1890 – Colonia, 28 agosto 1952) è stato un funzionario nazista tedesco.

## Biografia
Prese parte alla prima guerra mondiale e nel dopoguerra si laureò in giurisprudenza all'Università di Tubinga e divenne un ufficiale della dogana. Nel 1930 aderì al partito nazista, e con la salita al potere del nazismo nel 1933 fu assunto dal ministero dell'interno come esperto di questioni razziali.
Mise mano alla stesura della legislazione anti-ebraica nazista, in particolare alle leggi di Norimberga. A lui si fa risalire l'esclusione dei Mischlinge dalle persecuzioni naziste che salvò la vita ad oltre 100.000 persone.  Nel 1943 lasciò su sua richiesta il ministero e fu nominato giudice. Nel 1944 fu espulso dal partito e arrestato per il sospetto coinvolgimento nel fallito attentato a Hitler del 20 luglio 1944. Nel dopoguerra scontò solo due brevi pene, e successivamente rientrò a far parte della pubblica amministrazione della RFT.